# Dyje (Znojmói járás)
Dyje település Csehországban, a Znojmói járásban. Dyje Znojmo, Suchohrdly, Těšetice, Dobšice és Tasovice településekkel határos. Lakosainak száma 500 fő (2024. január 1.).

## Népesség
A település lakosságának változását az alábbi diagram mutatja:
| Lakosok száma | 493  | 454  | 489  | 480  | 425  | 356  | 457  | 477  | 484  | 500  |
|               | 1869 | 1890 | 1921 | 1950 | 1980 | 2001 | 2017 | 2019 | 2022 | 2024 |